# Starston
Starston – wieś w Anglii, w hrabstwie Norfolk, w dystrykcie South Norfolk. Leży 24 km na południe od Norwich i 140 km na północny wschód od Londynu. Miejscowość liczy 321 mieszkańców.